# Васильєво (Зеленодольський район)
Васи́льєво (рос. Васи́льево) — селище міського типу в Зеленодольському районі Татарстана.
Населення — 17 тис. осіб (2002).
Селище розташоване на лівому березі Волги, за 13 км від Казані.